# Glucose
Glucose (Oudgrieks: γλεῦκος gleukos, zoete wijn) is een algemeen voorkomende, enkelvoudige suiker met als brutoformule C6H12O6. In de natuur is het de meest voorkomende monosacharide: een simpel koolhydraat. Glucose wordt voornamelijk door planten geproduceerd tijdens de fotosynthese, een proces waarbij water en koolstofdioxide onder invloed van zonlicht omgezet worden in koolhydraten. Planten gebruiken glucose onder andere om cellulose te maken, een belangrijk onderdeel van hun celwanden. Glucose wordt bovendien door alle levende organismen gebruikt om adenosinetrifosfaat (ATP) te produceren, de universele energiedrager in cellen.
Glucose is een centrale energiebron in vrijwel alle organismen. In planten wordt glucose opgeslagen in de vorm van zetmeel (voornamelijk amylose en amylopectine). Dieren slaan het op als glycogeen. Bij zoogdieren circuleert glucose in het bloed in opgeloste vorm. De concentratie hiervan, de bloedsuikerspiegel, wordt gereguleerd door hormonen zoals insuline en glucagon, om te zorgen dat alle cellen continu toegang hebben tot voldoende energie. In de natuur komt vrij glucose in relatief hoge concentraties voor in vruchten, honing en andere plantendelen.
Glucose is chemisch gezien een aldohexose: een monosaccharide met zes koolstofatomen en een aldehydegroep. Het molecuul kan zowel in een open ketenvorm (acyclisch) als in een ringstructuur (cyclisch) voorkomen. De ringvorm is in waterige oplossing het meest stabiel. De biologisch actieve vorm is D-glucose; het spiegelbeeldisomeer, L-glucose, komt in de natuur niet voor en kan alleen synthetisch geproduceerd worden.

## Glucose als monosacharide
Glucose behoort tot de monosachariden, een klasse van eenvoudige koolhydraten. Er zijn twee enantiomeren van glucose: D-glucose en L-glucose; alleen D-glucose komt in de natuur voor. L-glucose wordt synthetisch geproduceerd, in relatief kleine hoeveelheden, industriële productie is te kostbaar. Wanneer glucose zonder aanvullend prefix wordt genoemd, wordt D-glucose bedoeld. Zuivere glucose staat bekend als druivensuiker, als bron van direct beschikbare energie voor sporters, en als dextrose, wanneer het wordt toegevoegd als zoetmaker aan voedingsmiddelen.
Andere monosachariden zijn fructose ('vruchtensuiker') en galactose, die dezelfde brutoformule als glucose hebben (hexosen), en verder ribose (een pentose, bouwsteen en mede naamgever van RNA).

### Glucose als bouwsteen in disachariden
Een α-D-glucose-monomeer en een fructose-monomeer vormen, in suikerbieten en suikerriet, samen een sacharose-molecuul, een dimeer, de bekende tafelsuiker.
2 glucose eenheden vormen samen het disacharide maltose, moutsuiker, wat o.a. in bier voorkomt. 1 glucose monomeer gekoppeld aan 1 galactose monomeer levert het bekende disacharide lactose, melksuiker op.

## Fotosynthese van glucose
Glucose wordt voornamelijk gemaakt door planten en de meeste algensoorten, door middel van fotosynthese of koolstofassimilatie. Tijdens deze endotherme reactie wordt glucose, met behulp van energie uit zonlicht, gevormd uit water en kooldioxide. Met de zonne-energie worden de chemische, covalente bindingen gevormd tussen de koolstof-, waterstof- en zuurstofatomen, die samen een glucosemolecuul vormen: zonne-energie wordt omgezet in chemische energie. De door de plant gevormde glucose wordt gedeeltelijk als zetmeel opgeslagen in de plant zelf, als energiereserve, en in de plantenzaden, die het gebruiken als energiebron voor de kieming. Zetmeel is een mengsel van amylose en amylopectine, twee voedings-polymeren van glucose.
Daarnaast wordt glucose door de plant gebruikt als bouwstof, in de vorm van cellulose, een structuur-polymeer van glucose. Zowel vanwege het opgeslagen zetmeel, als vanwege de cellulose waaruit de plant grotendeels is opgebouwd, zijn planten een belangrijke voedselbron, een glucosebron voor dieren.
Rijk aan zetmeel zijn de voor de voortplanting van de plant bestemde zaden als graan en peulvruchten, en knollen als aardappelen.

### Glucose als basis voor de synthese van aminozuren en vetten
Behalve voor de aanmaak van zetmeel en cellulose, gebruiken planten glucose ook als uitgangsstof voor de synthese van aminozuren, onder andere via de citroenzuurcyclus. Behalve glucose heeft de plant daarvoor stikstof nodig, die via de wortels uit, in het bodemvocht opgeloste, nitraten wordt betrokken. De aminozuren vormen op hun beurt de basis voor de eiwitsynthese.
Overtollige glucose wordt naast zetmeel door de plant in vetten omgezet. Zetmeel en vetten vormen een voedselreserve voor de plant zelf, en, samen met eiwitten, de reservestof in de zaden, waarmee de jonge kiemplant zich kan voeden.
De aanmaak door de plant van andere biomoleculen uit glucose, in de vorm van  
zetmeel, cellulose, vetten, aminozuren, eiwitten, is de voortgezette assimilatie: de assimilatie of biosynthese die volgt op de koolstofassimilatie of fotosynthese.

## Glucose in de dierfysiologie
De monosacharide glucose is bij dieren de belangrijkste biologische brandstof, die in de cellen van de verschillende weefsels, via oxidatie tot uiteindelijk koolstofdioxide en water (de zogenaamde celademhaling), mens en dier de benodigde energie levert. Bij mens en dier circuleert - in het bloedplasma opgeloste - glucose als bloedsuiker in de bloedbaan. Het gehalte aan glucose in het bloed, de bloedsuikerspiegel, wordt gereguleerd door de wisselwerking tussen het hormoon insuline, dat glucose aan het bloed onttrekt, en glucagon, het hormoon dat de bloedsuikerspiegel juist verhoogt. Beide hormonen worden door alle gewervelde diersoorten in de alvleesklier aangemaakt. Glucose kan direct uit de dunne darm door het bloed worden opgenomen. Glucose in het bloed is vooral afkomstig van de vertering van in voedsel aanwezige cellulose (bij herbivoren), of zetmeel (bijvoorbeeld bij de mens). Deze grote koolhydraten (polysachariden) worden door enzymen in het maag-darmstelsel tot glucose afgebroken, respectievelijk door cellulase en amylase. Andere uit de spijsvertering afkomstige kleine koolhydraten als galactose en fructose worden eveneens in de dunne darm geresorbeerd. Vanaf de dunne darmwand wordt het bloed, met daarin onder andere de opgeloste monosachariden, via de leverpoortader naar de lever vervoerd. Galactose en fructose worden in de lever alsnog in glucose omgezet. Vanuit de lever komt de glucose in de bloedbaan terecht. Na verplaatsing via de bloedbaan wordt de opgeloste glucose uit het bloed in de cellen van de verschillende weefsels opgenomen. Dit gebeurt via zogenoemd actief transport, waarbij glucosemoleculen door de celmembraan heen worden geloodst door 'glucose-transporters', gespecialiseerde membraaneiwitten van de GLUT- en de SGLT-families. Glucose die niet direct via celademhaling in energie wordt omgezet, wordt omgezet in glycogeen. Glycogeen is een polymeer van glucose-monomeren dat in de spieren en de lever wordt opgeslagen (in het menselijk lichaam ongeveer 100 gram). Een verder overschot van glucose wordt door de lever, via lipogenese, in vet omgezet, dat vervolgens in het lichaam wordt opgeslagen, vooral onder de huid en rondom de verschillende organen.
Glucose zelf is niet geschikt om in het lichaam te worden opgeslagen, omdat het in monomere vorm de osmotische waarde van de cel sterker verhoogt dan in de polymere vorm van glycogeen. Bij een tekort aan glucose in het lichaam kan glucose aangemaakt worden via gluconeogenese.

### Menselijk bloed
Menselijk bloed bevat, normaal gesproken, tussen de 4,0 en 7,8 millimol glucose per liter, met uitschieters naar maximaal 10,0 millimol per liter. Dit is de bloedsuikerspiegel. Is die hoger, dan is er waarschijnlijk sprake van diabetes mellitus. De stof glucose is opgenomen in de lijst van essentiële geneesmiddelen van de Wereldgezondheidsorganisatie.

## Isomeren van glucose

D- en L-glucose, let op de omwisseling van de OH-groepen

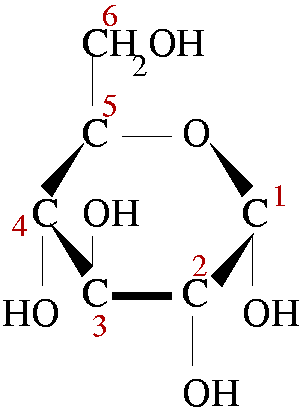
α-D-glucose

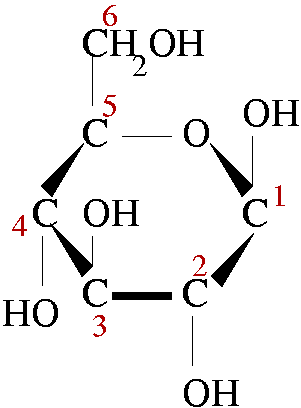
β-D-glucose

Glucose komt als ringstructuur voor in vier verschillende vormen of isomeren. Het verschil zit in de hydroxymethylgroep op {\displaystyle {\ce {C}}}5 en in de relatieve positie van de -OH op {\displaystyle {\ce {C}}}4.
Als de indeling gebeurt op basis van de hydroxymethylgroep ({\displaystyle {\ce {-CH2OH}}}) worden de groepen L- of D-glucose genoemd. Als de hydroxymethylgroep links van het O-atoom staat vormt de monosacharide een L-glucose, levo. Staat de hydroxymethylgroep rechts, dan is sprake van een D-glucose, dextra.
Als de indeling gebeurt op basis van de positie van de OH-groep op {\displaystyle {\ce {C}}}4 worden de suikers α- of β-suikers genoemd. Als glucose in de ringstructuur wordt geschreven kan het onderscheid gemakkelijk worden gemaakt. Als de hydroxylgroep naar boven gericht staat, ten opzichte van de hydroxymethylgroep, wordt de glucose β genoemd. Staat de hydroxylgroep naar beneden gericht, ten opzichte van de hydroxymethylgroep, dan wordt de glucose α genoemd.
Er bestaan dus vier mogelijke isomeren van glucose:
- α-D-glucose
- β-D-glucose
- α-L-glucose
- β-L-glucose

In de natuur komen vooral D-suikers voor. De meest voorkomende verbindingen van glucose voor het menselijk lichaam zijn lineaire ketens van α-D-glucose die een C1-4-binding aangaan met elkaar. Maltose is daar het simpelste voorbeeld van. Als er bijvoorbeeld amylopectine wordt gevormd , kan ook een {\displaystyle {\ce {C}}}1-6-binding, van α-D-glucose, worden aangegaan. Deze molecule vormt dan uiteindelijk een opeenstapeling van lineaire glucoseketens. In het (menselijk) lichaam kan glucose in een nog meer vertakte keten worden opgeslagen, deze wordt glycogeen genoemd.
De glucoseconcentratie kan met behulp van het enzym glucoseoxidase worden gemeten. Het enzym herkent alleen de betavorm van glucose, maar toch valt het totale gehalte aan glucose te berekenen. De twee vormen komen namelijk voor in de verhouding β:α = 65:35.

## Kunstmatige bereiding van zuivere glucose
Glucose als zuivere stof kan door hydrolyse uit zetmeel worden bereid, een procedé dat het eerst in 1812 door de Duitse chemicus Kirchhoff werd uitgevoerd. Door een suspensie van zetmeel met verdund zuur onder druk te verhitten, ontstaat via het tussenproduct dextrine uiteindelijk glucose. Als zuur kan zoutzuur worden gebruikt, maar bijvoorbeeld ook koolzuur. Na neutraliseren van het zuur met loog, gevolgd door indamping, ontstaat glucosestroop (ook wel bekend als zetmeelstroop, aardappelstroop, confiseurstroop, blanke stroop of likeurstroop) die uit ruwweg 40% glucose, 40% dextrinen en 20% water bestaat. Daarnaast kan maltose voorkomen en zelfs in flinke hoeveelheden door bij bovenstaand proces amylase toe te voegen. Stroop met een hoog maltosegehalte is belangrijk bij de bereiding van bier.

## Voorkomen
Glucose komt voor in alle levende organismen omdat het, via de celademhaling, een centrale rol speelt in de stofwisseling.
| Voedingsmiddel   | Totaalkoolhydraten incl. ballaststoffen | Totaalsuiker | Fructose  | Glucose   | Saccharose | Fructose/ Glucose Verhouding | Saccharose in % van de Totaalsuiker |
| Vruchten         |                                         |              |           |           |            |                              |                                     |
| ---------------- | --------------------------------------- | ------------ | --------- | --------- | ---------- | ---------------------------- | ----------------------------------- |
| Appel            | 13,8                                    | 10,4         | 5,9       | 2,4       | 2,1        | 2,0                          | 19,9                                |
| Abrikoos         | 11,1                                    | 9,2          | 0,9       | 2,4       | 5,9        | 0,7                          | 63,5                                |
| Banaan           | 22,8                                    | 12,2         | 4,9       | 5,0       | 2,4        | 1,0                          | 20,0                                |
| Vijg, gedroogd   | 63,9                                    | 47,9         | 22,9      | 24,8      | 0,9        | 0,93                         | 0,15                                |
| Druif            | 18,1                                    | 15,5         | 8,1       | 7,2       | 0,2        | 1,1                          | 1                                   |
| Navelsinaasappel | 12,5                                    | 8,5          | 2,25      | 2,0       | 4,3        | 1,1                          | 50,4                                |
| Perzik           | 9,5                                     | 8,4          | 1,5       | 2,0       | 4,8        | 0,9                          | 56,7                                |
| Peer             | 15,5                                    | 9,8          | 6,2       | 2,8       | 0,8        | 2,1                          | 8,0                                 |
| Ananas           | 13,1                                    | 9,9          | 2,1       | 1,7       | 6,0        | 1,1                          | 60,8                                |
| Pruim            | 11,4                                    | 9,9          | 3,1       | 5,1       | 1,6        | 0,66                         | 16,2                                |
| Paprika          | 6,0                                     | 4,2          | 2,3       | 1,9       | 0,0        | 1,2                          | 0,0                                 |
| Groente          |                                         |              |           |           |            |                              |                                     |
| Rode biet        | 9,6                                     | 6,8          | 0,1       | 0,1       | 6,5        | 1,0                          | 96,2                                |
| Aardappel        | 9,6                                     | 4,7          | 0,6       | 0,6       | 3,6        | 1,0                          | 77                                  |
| Ui               | 7,6                                     | 5,0          | 2,0       | 2,3       | 0,7        | 0,9                          | 14,3                                |
| Zoete aardappel  | 20,1                                    | 4,2          | 0,7       | 1,0       | 2,5        | 0,9                          | 60,3                                |
| Yam              | 27,9                                    | 0,5          | sporen    | sporen    | sporen     | –                            | sporen                              |
| Suikerriet       |                                         | 13–18        | 0,2 – 1,0 | 0,2 – 1,0 | 11–16      | 1,0                          | hoog                                |
| Suikerbiet       |                                         | 17–18        | 0,1 – 0,5 | 0,1 – 0,5 | 16–17      | 1,0                          | hoog                                |
| Graan            |                                         |              |           |           |            |                              |                                     |
| Mais             | 19,0                                    | 6,2          | 1,9       | 3,4       | 0,9        | 0,61                         | 15,0                                |

## Oorsprong naamgeving
De naam "dextrose" is oorspronkelijk ontstaan omdat glucose optisch actief is, glucose uit sacharose draait gepolariseerd licht naar rechts. Fructose uit sacharose draait gepolariseerd licht naar links (Latijn: laevus), vandaar de oude benaming "levulose". In oude benamingen komt men ook nog i.p.v. de "L" ook nog de "S" tegen van het Latijnse "sinistra" voor links.
Omdat optische activiteit o.a. temperatuur gebonden kan zijn, kwam er een andere definitie, gebaseerd op de volgorde van de bindingen in het het atoom in het molecuul of deze "links of rechtsom draaiend" zijn.
Op basis van deze definitie is de "gewone" vorm van fructose rechtsdraaiend en heet dus D-fructose! Om de optische activiteit aan te geven worden nu + en - gebruikt. Fructose wordt dan D--fructose.

## Trivia

### Glucose in havermout
Alle soorten zetmeel bestaan uit polymeren van D-glucose in de alpha-cycloformule, evenals het voor veel dieren onverteerbare cellulose.
Zetmeel in havermout bestaat uit D-glucose, in de bèta-cycloformule. Haver is tot dusver bekend de enige plant waarin deze zetmeelvorm voorkomt. De afbraak hiervan duurt veel langer, vandaar de hoge glycemische index van 
dit zetmeel (traag koolhydraat).

### Meeldauw en L-glucose
Hoewel L-glucose in de natuur voor zover bekend niet voorkomt, en ook niet afgebroken kan worden door organismen omdat het benodigde verteringsenzym niet voorkomt, is er één organisme dat (waarschijnlijk) dit enzym wel heeft, namelijk de  parasitaire schimmel meeldauw.

## Websites
- YouTube. Kom maar op met die suikerboost.
- glucose - International Chemical Safety Card